# Frances Goodrich
Frances Goodrich, född 1891 i Belleville i New Jersey, död 1984, var en amerikansk manusförfattare. Hon skrev manus till En dans med dej (1948), Morfar opp i dagen (1951) och Anne Frank: The Diary of a Young Girl (1955). Hon gifte sig 1931 med manusförfattaren Albert Hackett. 

## Filmografi
- Marietta (1935)
- After the Thin Man (1936)
- Rose-Marie (1936)
- The Firefly (1937)
- It's a Wonderful Life (1946)
- Easter Parade (1948)
- Brudens fader (1950)
- Sju brudar, sju bröder (1954)
- The Diary of Anne Frank (1959)
- Five Finger Exercise (1961)
- Brudens far (1991)